# 東芝テックビジネスソリューション
東芝テックビジネスソリューション株式会社（とうしばテックビジネスソリューション）は、東京都品川区に本社を置く東芝テックの子会社で、東芝ブランドのデジタル複合機の販売・保守サービスを行っていた。
また、東芝ブランドのパソコン・プロジェクター・企業向けボタン電話システムの販売も行っていた。
2010年10月、販売事業は東芝テック株式会社、保守サービス事業はテックエンジニアリング株式会社（現在の東芝テックソリューションサービス株式会社）に譲渡した。

## 沿革
- 2005年7月 東芝テック株式会社の全額出資により設立。
- 2005年10月 東芝情報機器株式会社、東芝テック株式会社、東芝テック画像情報システム株式会社から国内複合機販売・保守サービス事業を譲受け営業開始
- 2008年5月1日 いずれも関連会社である東芝テック情報機器東日本株式会社（TTJH）、東芝テック情報機器西日本株式会社（TTJN）を吸収合併。
- 2010年10月1日 販売事業を東芝テック株式会社、保守サービス事業をテックエンジニアリング株式会社（現在の東芝テックソリューションサービス株式会社）に譲渡。企業活動を停止。